# Бистшина (Західнопоморське воєводство)
Бистшина (пол. Bystrzyna) — село в Польщі, у гміні Свідвин Свідвинського повіту Західнопоморського воєводства.
Населення — 97 осіб (2011).
У 1975-1998 роках село належало до Кошалінського воєводства.

## Демографія
Демографічна структура станом на 31 березня 2011 року:
|          | Загалом | Допрацездатний вік | Працездатний вік | Постпрацездатний вік |
| -------- | ------- | ------------------ | ---------------- | -------------------- |
| Чоловіки | 53      | 9                  | 42               | 2                    |
| Жінки    | 44      | 7                  | 28               | 9                    |
| Разом    | 97      | 16                 | 70               | 11                   |